# Willem van Vloten
Willem van Vloten  (Deventer, 13 september 1855 - Nunspeet, 26 oktober 1925) was een Nederlands chemicus, mijningenieur en grootgrondbezitter.

## Leven en werk
Van Vloten was de oudste zoon van Johannes van Vloten, de herontdekker van Spinoza. Hij had drie jongere broers, Frank, Gerlof en Odo, en drie zusters, Elisabeth, Martha en Kitty. Zijn zusters zouden later huwen met bekende Tachtigers: Elisabeth met Willem Witsen, Kitty met Albert Verwey en Martha met Frederik van Eeden.
Na zijn HBS-opleiding op 15-jarige leeftijd in Nederland te hebben afgerond vertrok van Vloten naar Duitsland om daar te studeren. Omdat hij nog te jong was om als student te worden ingeschreven werkte hij eerst een jaar in de kolenmijnen. Daarna studeerde hij aan de Bergacademie in Clausthal waar hij in 1875 afstudeerde als mijningenieur en "Hütteningenieur".  Hij maakte carrière in de Duitse hoogovenindustrie. Hij kreeg de leiding over de hoogovenbedrijven van de Union en van enkele andere bedrijven. In 1906 werd hij na een fusie benoemd tot directeur van het hoogovenbedrijf Phoenix in Hörde bij Dortmund. In 1917 ging hij vanwege zijn gezondheid met pensioen en trok hij zich terug op zijn landgoed bij Nunspeet op de Veluwe. Van Vloten was in 1918 medeoprichter en commissaris van de Koninklijke Nederlandse Hoogovens en Staalfabrieken N.V. te IJmuiden.
Van Vloten was ook grootgrondbezitter. Samen met zijn broer Frank beheerde hij een omvangrijk landgoed rondom Nunspeet, omvattende het Willemsbos, gebieden bij Hoophuizen aan de voormalige Zuiderzee en het landgoed Het Ronde Huis.
Van Vloten trouwde op 21 augustus 1884 te Dortmund met Marie Helene Wagener, dochter van Heinrich Oswald Wagner en Emilie Wilhelmine Haimann. Uit hun huwelijk werden vijf kinderen geboren. Twee van hen overleden op jeugdige leeftijd. Van Vloten overleed in 1925 op 70-jarige leeftijd in zijn woonplaats Nunspeet, waar hij ook werd begraven.
Hij werd in 1903 benoemd tot ridder vierde klasse in de Orde van de Rode Adelaar van Pruisen. Hij kreeg officieel verlof verleend van de Nederlandse overheid om deze versierselen te mogen aannemen.

## Vernoemingen
Het Willemsbos in Nunspeet is naar hem vernoemd, evenals de Willem-van-Vloten-Straße en het daarnaar genoemde metrostation in Hörde, Dortmund.